# Andrea Pagoto
Andrea Pagoto (Montecchio Emilia, 11 luglio 1985) è un ex ciclista su strada italiano, professionista dal 2006 al 2009.

## Carriera
Nato nel 1985 a Montecchio Emilia, in provincia di Reggio nell'Emilia, inizia a praticare il ciclismo a 10 anni. Nel 2005, da dilettante con la Podenzano-Brunero-Camel, vince la Milano-Busseto. 
Passato professionista nel 2006, a 21 anni, con la Ceramiche Panaria, nello stesso anno arrivato decimo al Giro di Lombardia. L'anno successivo, con la stessa squadra, vince la classifica scalatori del Giro della Bassa Sassonia e partecipa al Giro d'Italia, che conclude al 95º posto.
Dopo un altro anno con la squadra di Roberto Reverberi, nel frattempo diventata CSF Group-Navigare, nel 2009 passa alla Utensilnord di Fabio Bordonali. È la sua ultima stagione da professionista, a fine 2009 chiude infatti la carriera, a 24 anni.

## Palmarès
- 2005 (Podenzano-Brunero-Camel)

Milano-Busseto

### Altri successi
- 2007 (Panaria-Navigare)

Classifica scalatori Giro della Bassa Sassonia

## Piazzamenti

### Grandi Giri
- Giro d'Italia

2007: 95º

### Classiche monumento
- Giro di Lombardia

2006: 10º